# Staphylea
- Commons
- Wikispecies

Staphylea L. é um género botânico pertencente à família Staphyleaceae.

## Espécies
- Staphylea bolanderi
- Staphylea bumalda
- Staphylea colchica
- Staphylea emodi
- Staphylea forrestii. China.
- Staphylea holocarpa. China.
- Staphylea pinnata
- Staphylea pringlei. México.
- Staphylea shweliensis. China.
- Staphylea trifolia
- Lista completa

## Classificação do gênero
| Sistema | Classificação                     | Referência               |
| ------- | --------------------------------- | ------------------------ |
| Linné   | Classe Pentandria, ordem Trigynia | Species plantarum (1753) |